# August Algueró i Algueró
August Algueró i Algueró (Barcelona, 1907 - Madrid, 9 d'abril de 1992) va ser un compositor, arranjador i director d'orquestra català. El seu fill August Algueró i Dasca també va ser compositor igual que el seu net Augusto Algueró García.

## Obres
- 1947. La señora sueña. Estrenada al Teatre Borràs de Barcelona.
- 1950. Los caprichos de mujer. Estrenada al Teatre Nou de Barcelona.
- 1953. Todos al Cómico. Estrenada al Teatre Còmic de Barcelona.
- 1954. Una conquista en París. Estrenada al Teatre Calderón de Barcelona.
- 1954. Tutti frutti. Estrenada al Teatre Còmic de Barcelona.
- 1955. ¡Ay, Angelina!. Estrenada al Teatre Còmic de Barcelona.
- 1956. Música y mujeres. Estrenada al Teatre Apol·lo de Barcelona.
- 1957. ¡El rey del gallinero!. Estrenada al Teatre Calderón de Barcelona.